# Baghai
Baghai là một đô thị thuộc tỉnh Khenchela, Algérie. Dân số thời điểm năm 2002 là 6.414 người.